# Biblioteka (Podlesice)
Biblioteka – grupa skał w miejscowości Podlesice w województwie śląskim, powiecie zawierciańskim, w gminie Kroczyce na obszarze Wyżyny Częstochowskiej. Znajdują się w lesie na wzgórzu Sulmów, po południowo-zachodniej stronie drogi z Podlesic do Kotowic, w odległości około 400 m od niej.
Biblioteka tworzy wydłużony i łukowato wygięty, zbudowany ze skalistych wapieni mur o wysokości do 25 m, z wszystkich stron otoczony drzewami. Nazwa nadana została przez pierwszych wspinających się na niej wspinaczy skalnych – Zdzisława Dziędzielewicza z towarzyszami. Długi i pocięty pionowymi kominami mur skalny wydawał im się podobny do tomów ksiąg na półce bibliotecznej. Szczyty skał Biblioteki są dobrym punktem widokowym. Widoczne z nich są wznoszące się nad koronami drzew Rzędkowickie Skały z samotną Leśną Turnią i blisko Biblioteki skały Apteka i Wilcza Skała (Turnia Motocyklistów). W kierunku północno-wschodnim widoczne jest Wzgórze Kołaczyk, Skały Krucze i Góra Zborów.
W Bibliotece znajdują się także różne formy rzeźby krasowej, m.in. niewielkie schroniska. Największą z tych form jest Jaskinia Żabia – pionowa studnia mająca otwór u północnej podstawy muru Biblioteki.

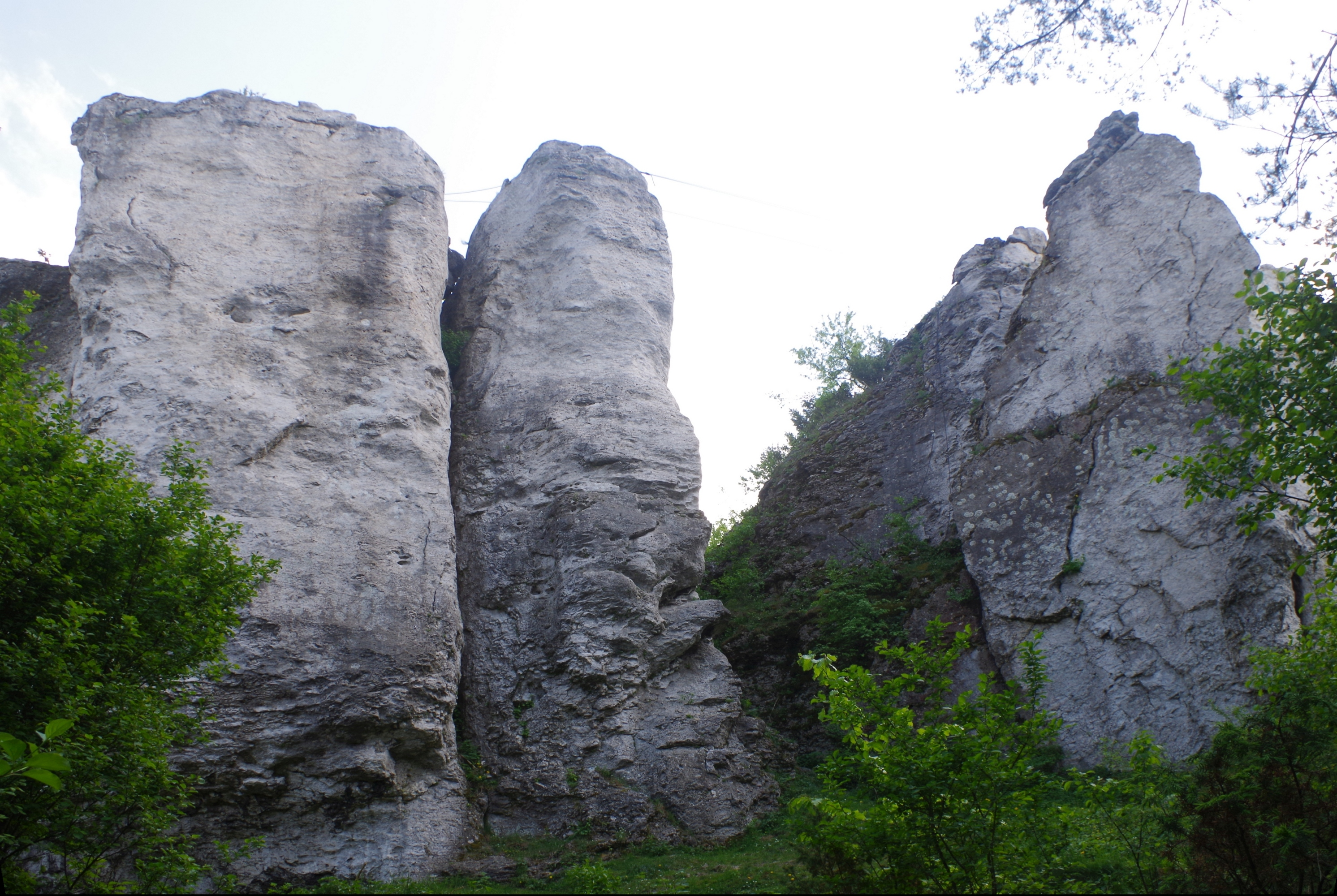
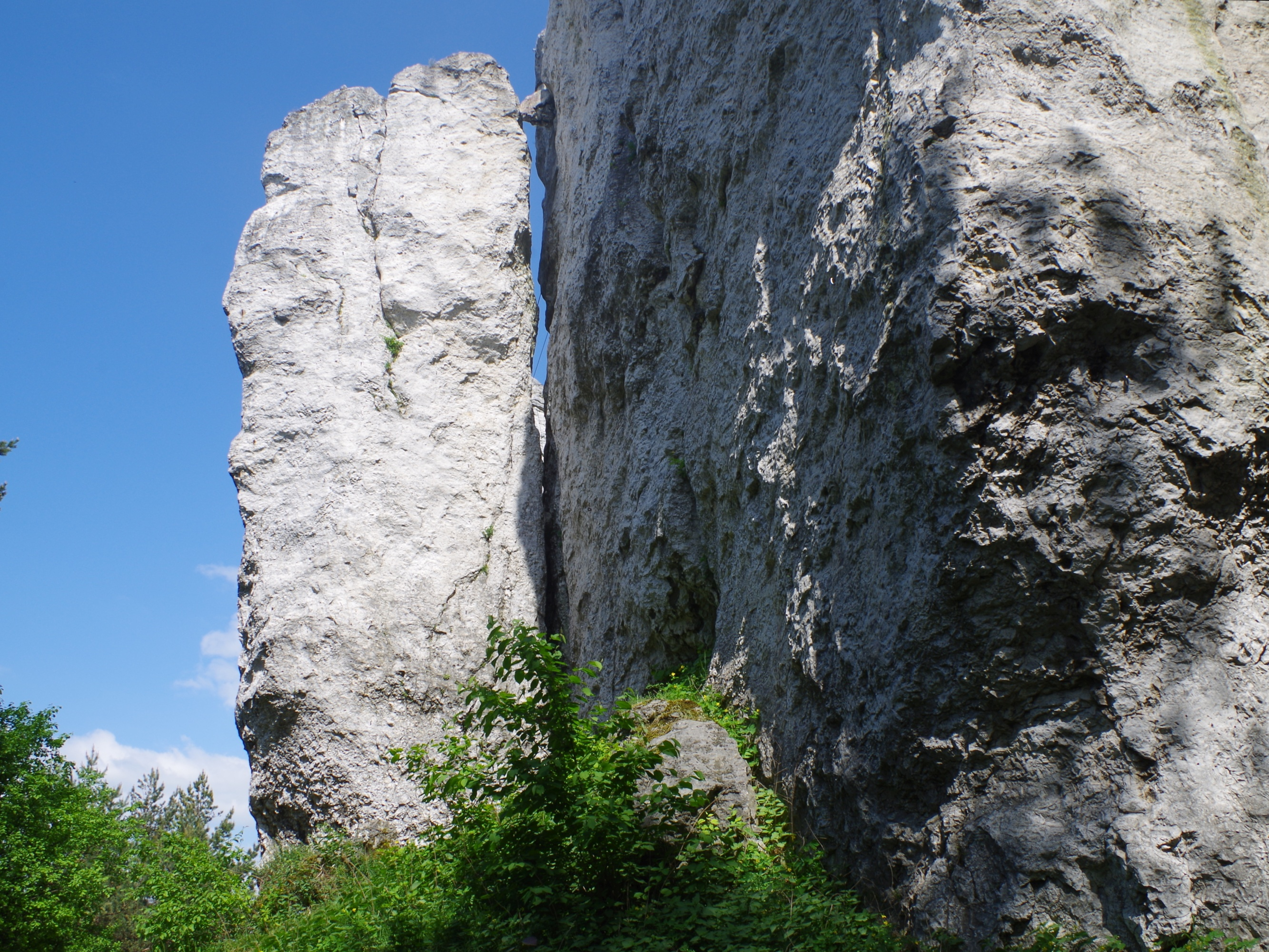
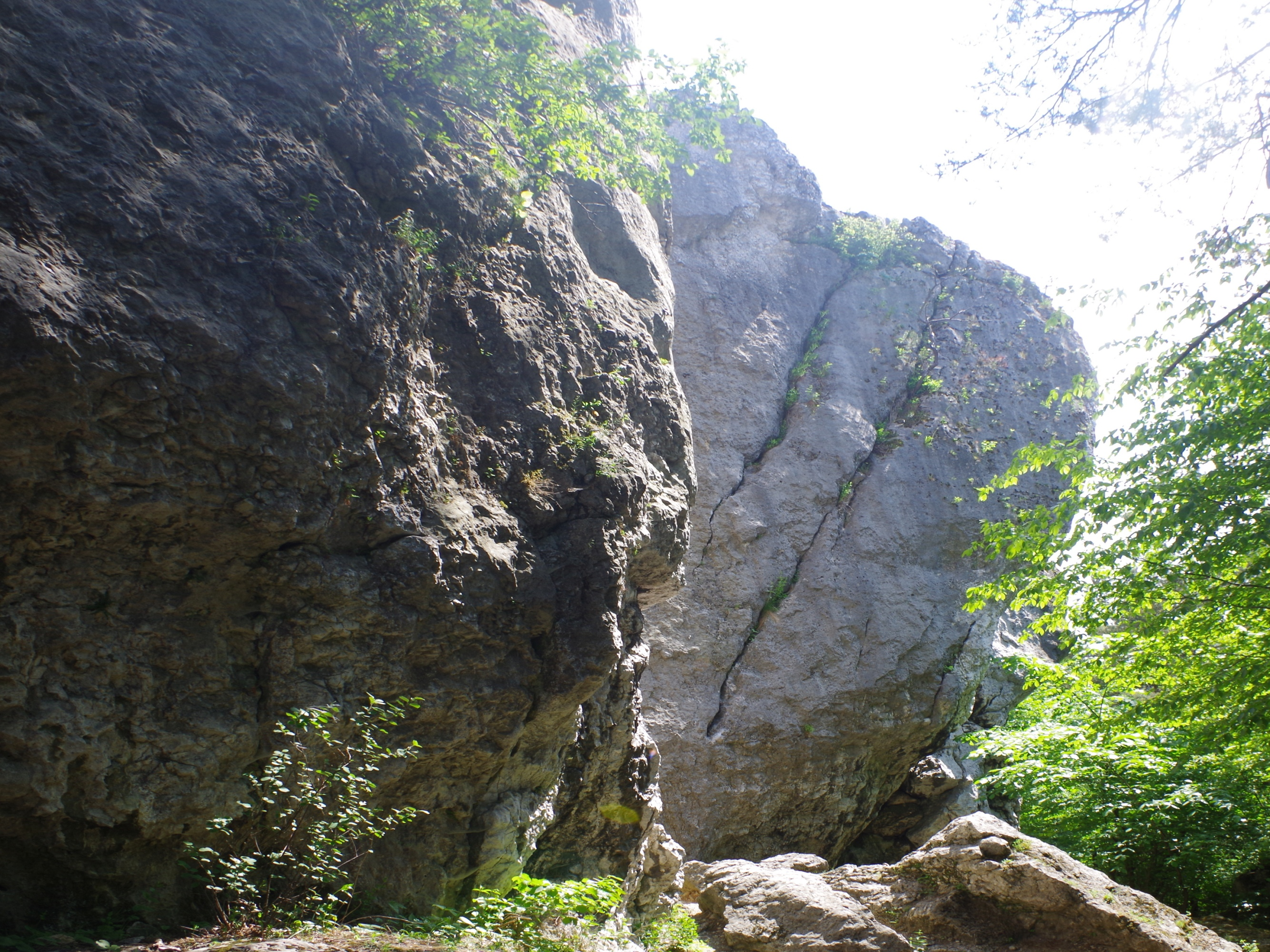
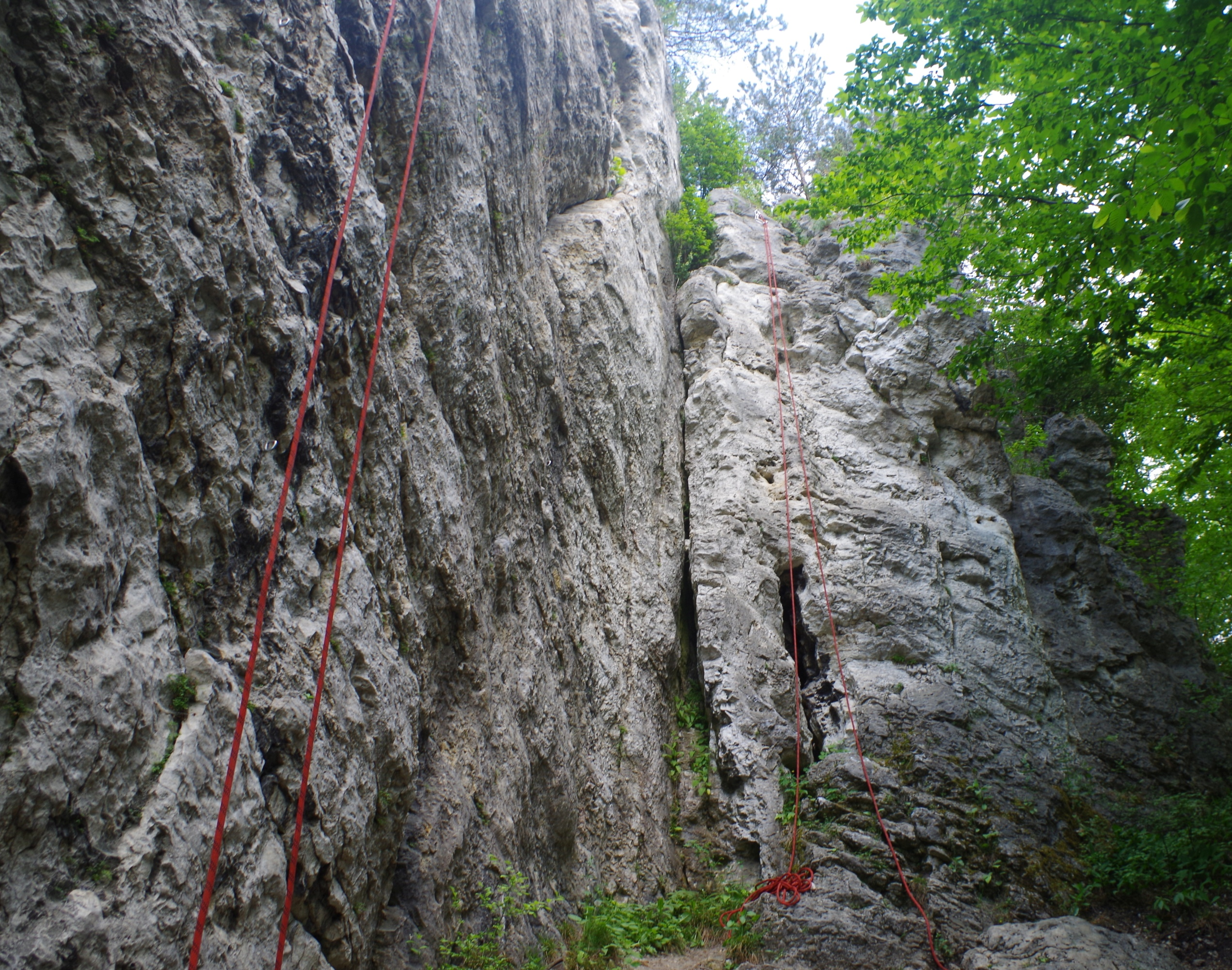

## Drogi wspinaczkowe
W Bibliotece wspinacze skalni wyróżnili następujące skały, ściany i inne formacje skalne: Żabia Grań, Kazerna, Kazerna II, Goliat, Dawid, Dawid II, Dawid III, Dawid IV, Trzy Kominy, Koń I, Koń II, Koń III, Żółta Ścianka, Żółta Ścianka II, Żółta Ścianka III, Sowa I, Sowa II, Sowa III, Czarny Filarek, Czarny Filarek II. Poprowadzili w nich 85 dróg wspinaczkowych o długości 7–25 m i trudności II – VI.6 w skali trudności Kurtyki. Większość ścian wspinaczkowych ma wystawę zachodnią. Duża liczba dróg ma zamontowane stałe punkty asekuracyjne: ringi (r), spity (s), stanowiska zjazdowe (st) lub ringi zjazdowe (rz).

Żabia Grań I
1. Droga bezrobocia; VI.1+, 3r +st, 13 m
2. Rysa 44; VI.+, 13 m

Żabia Grań II
1. Zacięcie Dziędzielewicza; V,16 m
2. Bez złudzeń; VI.2+, 5r+ st, 15 m[3].
3. Figo Fago/Pierwszy filar; VI.2+, 5r + st, 15 m

Kazerma
1. Biały kruk; VI.6, 15 m
2. Bambo 2; VI.3+, 5r + st, 15 m
3. Bambo 3; VI.4+, 7r + st, 17 m
4. Analiza organoleptyczna; VI.3, 18 m

Goliat
1. Na przełaj; VI.1, 8r + st, 18 m
2. Postrzyżyny Isztwana; VI.2, 7r + st, 18 m

Dawid
1. Komin Żagla; V+, 18 m
2. Droga do socjalizmu; VI.2, 18 m
3. Prostowanie drogi do socjalizmu; VI.3+, st, 18 m
4. Kozaczok wprost; VI.5, 7r + st, 18 m
5. Kozaczok; VI.4, 5r + st, 18 m

Dawid II
1. Kant finansowy; VI.4+/5, 6r + st, 19 m
2. Prostowanie robót; VI.3, 5r + st, 19 m
3. Roboty drogowe; VI.2+, 3r + st, 19 m
4. Nie ma mocnych; VI.4, 5r + st, 19 m
5. Ryski Dawida; VI+, 5r + st, 19 m
6. Przez blok; IV+, 19 m

Dawid III
1. Trzy łyki nekrobiotyki; VI.4+/5, 6r + st, 19 m
2. Czterej pancerni; VI.4+/4, 5r + st, 19 m
3. Komin Dawida; V, 18 m
4. O kant dupy; VI.3+/4, 5r + st, 20 m
5. Bibliofil; VI.5, 5r + st, 20 m
6. Pielgrzym; VI.6+, 5r + st, 20 m

Dawid 4
1. Kantor; VI.3, 7r + st, 20 m
2. Advocat; VI.3+, 7r + st, 20 m
3. Lewy komin/Pierwszy komin; V, 16 m

Trzy kominy
1. Mania wspinania; VI.1, 5r + st, 17 m
2. Środkowy komin/Drugi komin; IV+, 17 m
3. Dzieciorób; VI.1+, 5r + st, 17 m
4. Prawy komin/Trzeci komin; IV, 17 m
5. W krainie deszczowców; VI.2+, 6r + st, 20 m
6. Kameleon; VI.3, 7r + st, 20 m

Koń
1. Sędzia zgred; VI.4, 15 m
2. Barwy ochronne; VI.4+/5, 15 m
3. Bez nazwy; VI.1, 10 m

Koń II
1. Przez dziuplę; VI.+, 5r + st, 15 m
2. Na Koń; VI+, 15 m

Koń III
1. Pan Delikatesik; VI, 4s + rz, 15 m
2. Trawers Konia; VI-, 1h, 11 m
3. Projekt: 5r + st
4. Core; VI.7, 4r + st, 15 m
5. Chuck; VI.6, 5r + st, 15 m
6. Zacięcie Żółtej Ścianki; V, 15 m

Żółta Ścianka
1. Lewa Żółta Scianka; V+, 15 m
2. Żółta Ścianka; VI, 15 m
3. Prawa Żółta Ścianka (direttissima); VI+, 15 m
4. Bez nazwy; VI, 15 m
5. Bez nazwy; VI, 15 m
6. Balanga; VI.3, 13 m
7. Komin 102; III, 13 m

Żółta Ścianka II
1. Wariant Mazika; V+, 13 m

Żółta Ścianka III
1. Tatrzańska piątka; V, 13 m
2. Tampon Zochy Kalafior; VI.2+, 4r + st, 13 m
3. Czwórkowy komin; IV, 13 m

Sowa
1. Sówka; IV, 12 m
2. Kominek w Sowie; IV, 13 m
3. Hu-hu; VI.1, 4r + st, 13 m
4. Bez nazwy; II, 10 m
5. Bez nazwy; V+, 12 m

Sowa II
1. Sowa; VI.3, 5r + rz, 12 m
2. Rysa Sowy (direttissima Sowy); VI, 2r + rz, 12 m
3. Bez nazwy; VI.1, 2r +2s + rz, 12 m

Sowa III
1. Siódmy filarek; VI, 12 m
2. Kołkówka; VI, 12 m

Czarny Filarek;
1. Prostowanie filarka; VI+, 5r +st, 12 m
2. Czarny Filarek; VI, 3r, 12 m
3. Droga Płonki; VI.1, 3r +st, 12 m

Czarny Filarek II
1. Czarne zaciątko; V, 12 m
2. Między zacięciem a przewieszką; V, 12 m
3. Bez nazwy: V, 12 m[3]